# Departamento de Tacuarembó
El Departamento de Tacuarembó es uno de los diecinueve departamentos que forman parte de la República Oriental del Uruguay y el más grande de todos ellos, con 15 438 km². Se encuentra ubicado en el centro norte del país, limitando con el departamento de Rivera al noreste, al sur con el río Negro, que lo separa de los departamentos de Cerro Largo y Durazno, y al oeste con los departamentos de Río Negro, Paysandú y Salto. Con 6,0 hab/km², Tacuarembó es el cuarto departamento menos densamente poblado, por delante de Treinta y Tres, Durazno y Flores, siendo este último el menos densamente poblado de todo el país. 

## Historia
Bajo el gobierno del General Manuel Oribe, el Departamento de Tacuarembó fue creado, por ley, el 16 de junio de 1837. El departamento fue creado separándose una parte de un departamento mayor, Paysandú. Sin embargo, Tacuarembó no tomaría su forma actual sino hasta el 1 de octubre de 1884, cuando finalmente el departamento de Rivera se separa de éste.

## Geografía
Ubicado en la zona centro-norte del territorio, y limitando con los departamentos de Rivera, Salto, Paysandú, Río Negro, Durazno y Cerro Largo, Tacuarembó cuenta con una superficie de 15.438 km², siendo, en tamaño, mayor a países como Montenegro, Bahamas o islas como las Malvinas, Jamaica o Chipre. Su población supera los 90 000 habitantes, siendo su ciudad principal su capital, Tacuarembó, y cuyo proceso fundacional se inicia a partir del año 1832; le siguen en importancia Paso de los Toros, San Gregorio de Polanco y Villa Ansina.

### Topografía
Cuenta con una variedad de paisajes de este a oeste. Se distinguen tres tipos de relieve diferentes: 
1. En su mayor extensión, Tacuarembó está compuesta por una penillanura, caracterizada por lomas de suaves pendientes donde se observan arroyos apacibles con llanuras aluviales no muy extensas.
2. Zonas de "sierras" o de las escarpas. Se observa un paisaje variado; cerros mesetiformes, grutas, escarpas, tapizadas de plantas de variadas especies.
3. En la cuesta basáltica el relieve posee más pendientes y los arroyos corren encajonados; el suelo es escaso; luego, en la cuchilla de Haedo, se suceden desolados eriales.[2]

Llega a poseer en su topografía la cantidad de 150 cerros, 30 de ellos con características históricas.

### Hidrografía
El departamento de Tacuarembó es recorrido por las cuencas del río Negro y su afluente el río Tacuarembó. Del río Negro desembocan arroyos como el Malo (cuyo principal afluente es el Ralón), el Clara, el Achar, el Cardozo y el Salsipuedes Grande (cuyo principal afluente es el Salsipuedes Chico).
El río Tacuarembó tiene afluentes como el Caraguatá (cuyo principal afluente es el Bañado de los Cinco Sauces), el Yaguarí, el Veras, Cañas y el Tres Cruces, desembocando a través de él los arroyos Tacuarembó y Batoví.

## Gobierno
De acuerdo con el artículo 262 de la Constitución de la República, en materia de administración departamental "el Gobierno y Administración de los Departamentos, con excepción de los servicios de seguridad pública, serán ejercidos por una Junta Departamental y un Intendente. Tendrán su sede en la capital de cada departamento e iniciarán sus funciones sesenta días después de su elección."
Además, "el Intendente, con acuerdo de la Junta Departamental, podrá delegar en las autoridades locales el ejercicio de determinados cometidos en sus respectivas circunscripciones territoriales"(...).

### Ejecutivo
La Intendencia municipal es el órgano ejecutivo del departamento. El Intendente es electo de forma directa con cuatro suplentes, por un período de cinco años con posibilidad de reelección.

### Legislativo
La legislatura está ejercida por una Junta Departamental compuesta de 31 ediles, con tres suplentes, que acompañan a las listas electorales y son elegidos de forma democrática. Los ediles son los encargados de proponer reformas municipales, decretos e impuestos, así como cualquier otro proyecto que estimen conveniente coordinar con el Intendente. Estos cumplen la función del Poder Legislativo a nivel departamental.

### Municipios
| Mapa | Municipio               | Superficie (km²) | Población (2011) | Sede                    |
| ---- | ----------------------- | ---------------- | ---------------- | ----------------------- |
|      | Ansina                  | 792.2            | 3289             | Villa Ansina            |
|      | Paso de los Toros       | 560.3            | 13232            | Paso de los Toros       |
|      | San Gregorio de Polanco | 444.7            | 3722             | San Gregorio de Polanco |
|      | Villa Caraguatá         |                  |                  | Villa Caraguatá         |

## Economía
Se destaca por su producción ganadera (vacuna y ovina), arrocera y forestal, actividad esta que ha fomentado la presencia de aserraderos y otras industrias en la capital del departamento.
En su territorio se encuentran basaltos y areniscas, conformando un paisaje de praderas y cerros chatos. Las areniscas, con buzamiento este - oeste, hacen que las aguas pluviales penetren al este de la Cuchilla de Haedo y fluyan con fuerza, debajo de la formación basáltica hacia el oeste del territorio uruguayo, alcanzando en la zona cercana al Río Uruguay los 1500 metros de profundidad, siendo este el origen de las numerosas termas existentes.

## Infraestructuras y transporte

### Transporte
A través de Tacuarembó circulan las rutas 5, 6, 26, 31, 43, 44 y 59, y en su mayoría convergen en la ciudad de Tacuarembó, capital departamental. Su ubicación en el centro-norte del país lo dota de la característica de servir como eje convergencia de los principales flujos logísticos y de masas de manera directa a ciudades destacadas como Montevideo, Canelones, Florida, Durazno, Trinidad, Melo, Río Branco, Artigas, Fray Bentos, Paysandú, Salto y Rivera.
El departamento también cuenta con dos líneas ferroviarias: Montevideo-Rivera en sentido norte-sur, y el tramo hacia Paysandú a través de dos ramificaciones, una por Piedra Sola y otra por Chamberlain, ambas en sentido este-oeste y que convergen en Tres Árboles, antes de llegar a la capital sanducera. Actualmente solo hay 118 km activos para una frecuencia de pasageros entre las ciudades de Tacuarembó y Rivera.
El Aeropuerto Departamental de Tacuarembó sirve a la capital departamental. Actualmente opera solamente vuelos domésticos no regulares, tanto bajo reglas de vuelo instrumental como bajo reglas de vuelo visual, y su categoría OACI es 2B.

### Energía
La central hidroeléctrica de Rincón del Bonete es, junto con las represas de Salto Grande, Palmar y Baygorria, una de las cuatro más importantes del país, se encuentra localizada sobre el río Negro, en el límite ente los departamentos de Tacuarembó y Durazno.

## Origen etimológico
Según el profesor argentino Carlos McGough, Tacuarembó hace referencia a la palabra «tacuara» (Bambusa trinii o Guadua trinii), voz del español derivada del guaraní itá cuará (itá, piedra o palo duro, cuará, agujero, por la oquedad de esas cañas) que da origen a la voz Tacuarembó. 
Otra versión sobre el origen del nombre, trata sobre el origen guaraní de la palabra Tacuarembó, proviene del topónimo “Tacuaremboty” que significa “lugar de cañaverales” o “lugar de tacuarales”, y se remonta a fines del siglo XVII, cuando así lo nominaron troperos guaraní – misioneros vaqueando en nuestro territorio.
Numerosos son los toponímicos de origen guaraní en este departamento: Batoví ("seno virgen"), Iporá ("es lindo"), Caraguatá, Yaguarí, etc.

## Población y demografía
Según el censo de 2011, existen en el departamento 90.051 habitantes y 30.845 hogares particulares. El tamaño medio del hogar es 2,9 personas. Por cada 100 mujeres existen 96,3 hombres.
- Tasa de crecimiento exponencial de la población: -0,029% (2004)
- Tasa bruta de natalidad: 18,36 nacimientos/1000 personas (2004)
- Tasa bruta de mortalidad: 9,00 muertes/1000 personas (2004)
- Edad mediana: 29,7 años (28,3 hombres, 31,1 mujeres)
- Esperanza de vida al nacer:
  - Población total: 74,35 años
  - Hombres: 70,33 años
  - Mujeres: 78,52 años
- Número medio de hijos por mujer: 2,75 hijos/mujer
- Ingreso medio mensual per cápita del hogar (ciudades de 5.000 o más habitantes): 3.594,8 pesos/mes

### Centros urbanos

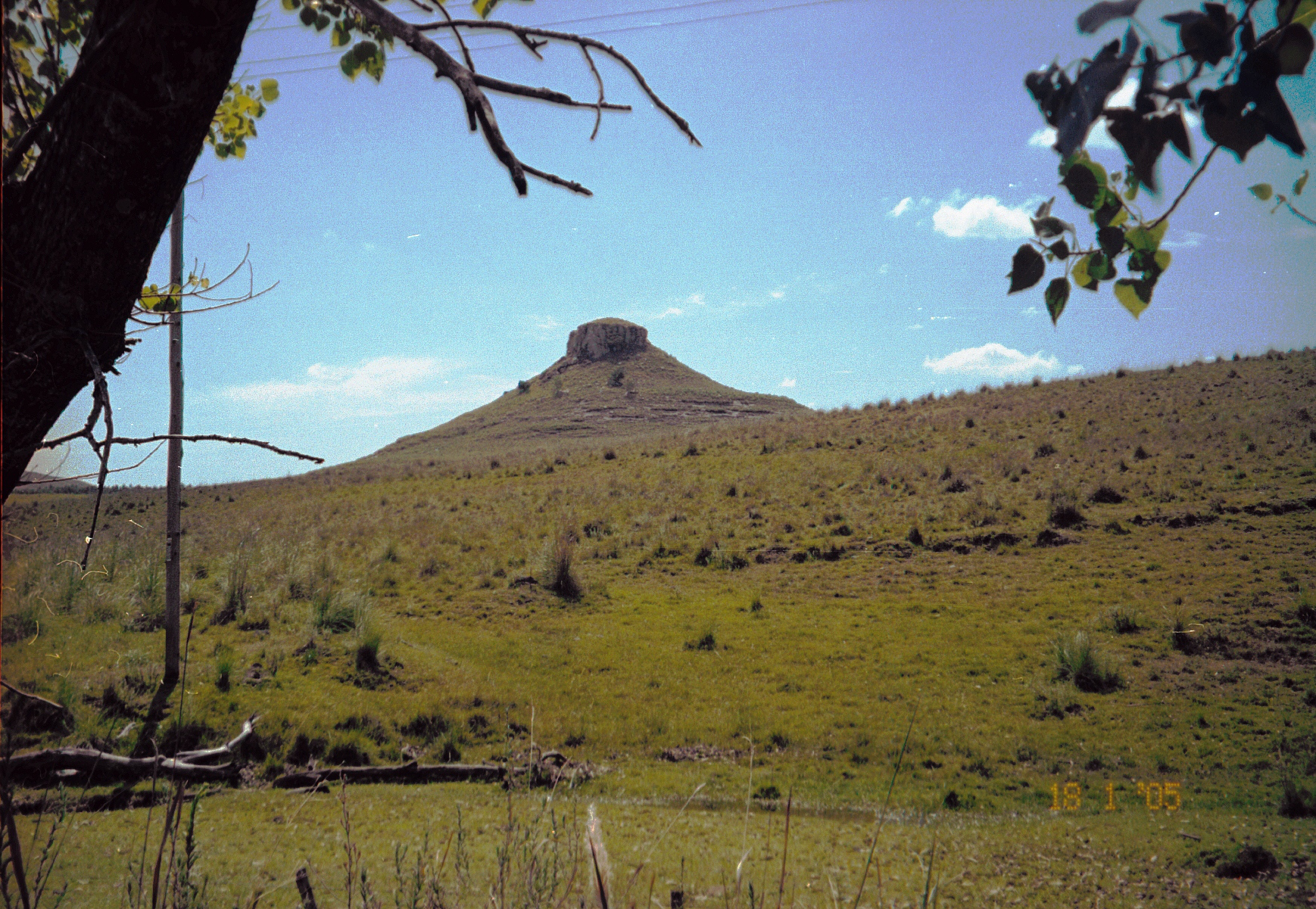
Cerro Batoví.

Pueblos o ciudades con una población de 1000 o más personas (datos del censo del año 2011, a menos que se indique una fecha distinta):
| Ciudad/Pueblo           | Población |
| ----------------------- | --------- |
| Tacuarembó              | 54 757    |
| Paso de los Toros       | 12 985    |
| San Gregorio de Polanco | 3415      |
| Villa Ansina            | 2712      |
| Tambores                | 1561      |
| Las Toscas              | 1142      |
| Curtina                 | 1037      |

Otras localidades de menor población:
| - Achar (687 hab.) - Paso Bonilla (510 hab.) - Cuchilla de Caraguatá (Cruz de los Caminos) (463 hab.) - Balneario Iporá (298 hab.) - La Pedrera (240 hab.) - Paso del Cerro (235 hab.) - Cuchilla de Peralta (218 hab.) - Piedra Sola (210 hab.) - Pueblo de Arriba (170 hab) - Clara (160 hab.) - Sauce de Batoví (133 hab.) | - La Hilera (107 hab.) - Punta de Carretera (110 hab.) - Cuchilla del Ombú (87 hab.) - Pueblo de Barro (98 hab.) - Rincón del Bonete (54 hab.) - Chamberlain (52 hab.) - Punta de Cinco Sauces (51 hab.) - Cardozo (42 hab.) - Montevideo Chico (26 hab.) - Rincón de Pereira (23 hab.) - Laureles (19 hab.) |

## Personalidades
El departamento de Tacuarembó es cuna de varias personalidades conocidas del Uruguay. Entre ellas los escritores Mario Benedetti, Washington Benavides, Circe Maia, Sara de Ibáñez y Jorge Majfud, el cantante y compositor Carlos Gardel, los músicos Eduardo Darnauchans y Numa Moraes, el comunicador radial Abel Duarte, y el brasileño-uruguayo Gaúcho da Fronteira.